# Carmen (película de 1915 de Cecil B. DeMille)
Carmen es una película muda estadounidense de 1915. La película fue dirigida por Cecil B. DeMille, basada en la novela corta Carmen de Prosper Mérimée. Las versiones conservadas de esta película corresponden a un reestreno de 1918.

## Argumento
Don José, un agente de la ley, es seducido por la chica gitana Carmen, para facilitar los esfuerzos de contrabando de su clan. Don José se obsesiona con ella, recurriendo al crimen violento para mantener su atención.

## Reparto
- Geraldine Farrar como Carmen
- Wallace Reid como Don José
- Pedro de Córdoba como Escamillo
- Horacio B. Carpenter como Pastia
- William Elmer como Morales
- Jeanie Macpherson como chica gitana
- Anita Rey como chica gitana
- Milton Brown como García
- Tex Driscoll
- Raymond Hatton como espectador en la corrida de toros (sin acreditar)

## Producción
DeMille tenía intención de filmar una versión musical de la ópera Carmen de Georges Bizet, pero su libreto estaba protegido por derechos de autor, por lo que DeMille ordenó a su hermano guionista William que se basara en la novela ya de dominio público Carmen de Prosper Mérimée. La Carmen de la novela era más obstinada y manipuladora que la versión de ópera. Por ejemplo, William incluyó una escena de pelea en la fábrica de cigarros que no se encuentra en la obra de Bizet.
El compositor Hugo Riesenfeld arregló la partitura orquestal, la primera de muchas para el cine, la cual se basó en la ópera de Bizet. Se presentó en el estreno y en otras proyecciones prestigiosas. Ha habido dos restauraciones de la partitura de Riesenfeld: la primera por Gillian Anderson, grabada con la Londres Philharmonic Orchestra en 1996. Timothy Brock grabó la segunda en 1997 con la Olympia Chamber Orchestra. Ambas grabaciones han acompañado varios lanzamientos de la película restaurada para vídeo doméstico.

## Recepción
Carmen fue alabada como "triunfo de una actuación excelente y magnífico escenario" en la revista Motion Picture Magazine. "Una pequeña parte de este éxito artístico se debe a la interpretación comprensiva de Don José del señor Wallace Reid", añadieron. "La película 'Carmen', a su manera, se mantendrá al lado de 'El nacimiento de una nación' marcando época" dijo Photoplay en su reseña. Una de sus pocas quejas fue sobre la fidelidad al carácter de Carmen de la historia de Mérimée.
Geraldine Farrar quedó en cuarta posición en el concurso de 1916 "Screen Masterpiece" celebrado por Motion Picture Magazine por su papel de Carmen, con 17.900 votos. Fue el puesto más alto alcanzado por una actriz y solo detrás de Francis X. Bushman en Graustark, Henry B. Walthall en El nacimiento de una nación, y el ganador, Earle Williams, en The Christian. La actuación de Theda Bara en el mismo papel recibió 9.150 votos.
La película fue reconocida por el American Film Institute en esta lista:
- 2002: AFI  100 Años...100 Pasiones – Nominada[11]